# Przygotowanie darów ofiarnych

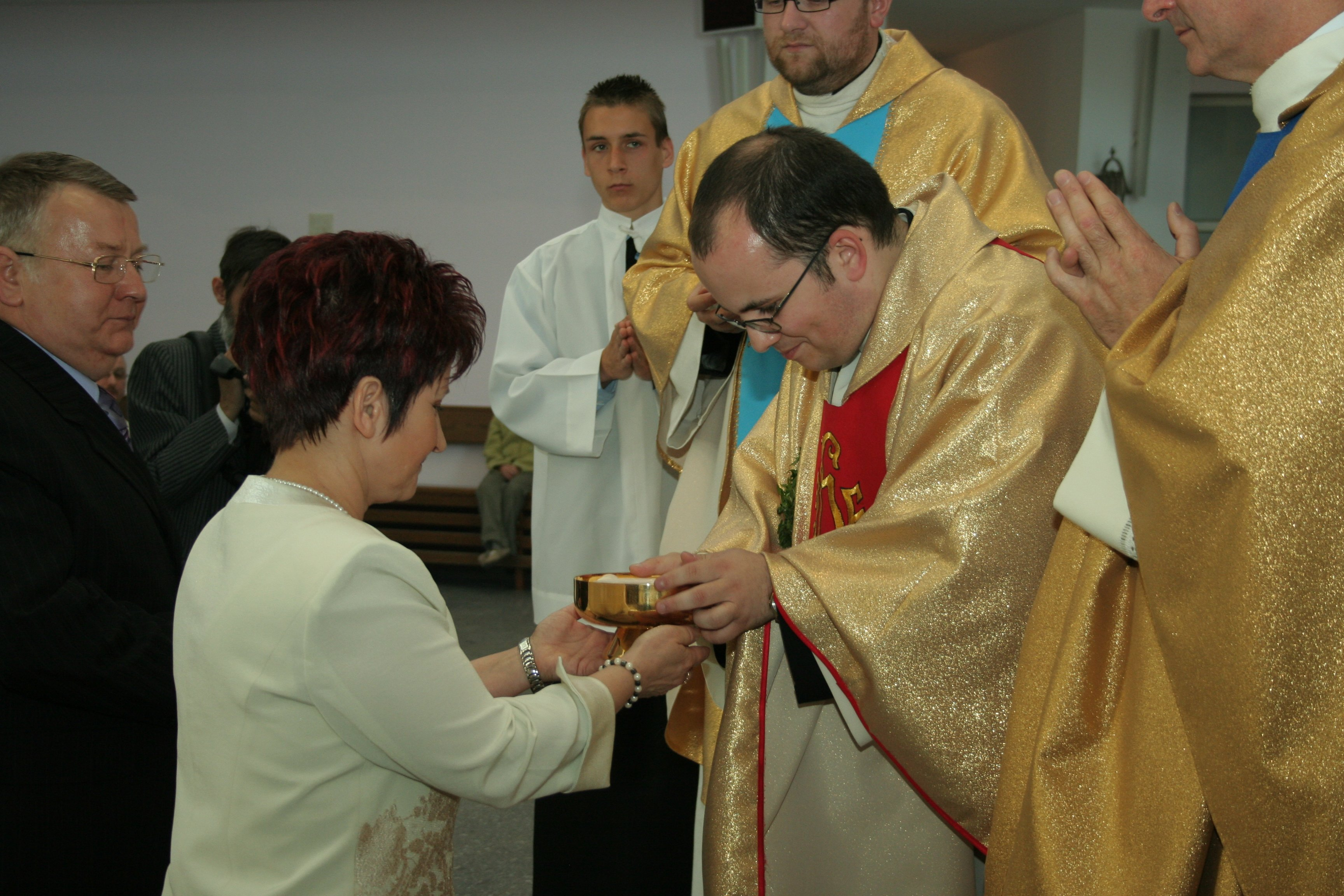
Procesja z darami

Przygotowanie darów ofiarnych – pierwszy element Liturgii Eucharystycznej. Obrzęd ten znany był za czasów Starego Testamentu. Prawo mojżeszowe zobowiązywało każdego Izraelitę, by co roku ofiarowywał Mu pierwociny płodów ziemi. Ofiarowywano Bogu również każde pierworodne dziecko płci męskiej. Występuje pomiędzy modlitwą powszechną, a modlitwą nad darami.

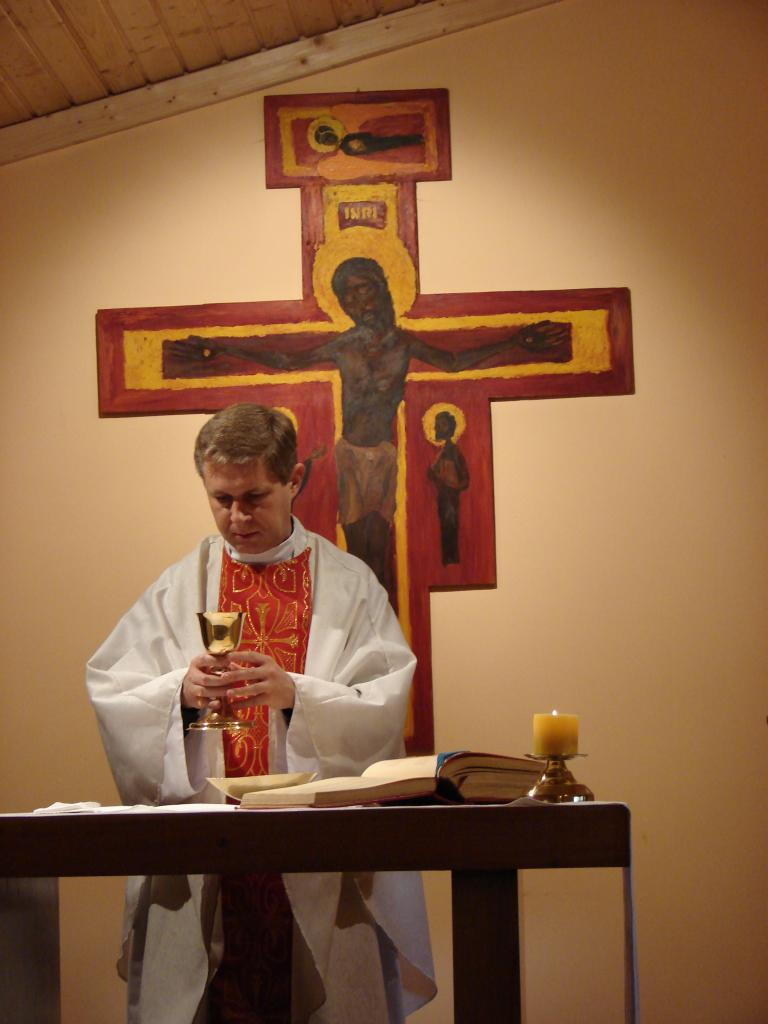
Kapłan w trakcie odmawiania modlitwy dziękczynnej za dar wina.

W czasach Nowego Testamentu i w pierwszych wiekach chrześcijan znana była praktyka tzw. dziesięciny - dziesiątą część swoich zarobków przynoszono do świątyni. Dziś pozostałością tych starożytnych zwyczajów składania darów ofiarnych zaobserwować możemy w bardziej uroczystych mszach św., na przykład w celebrach papieża. Przynoszone są wówczas do ołtarza w procesji z darami chleb i wino, naczynia liturgiczne, święte obrazy i inne dary, które wykorzystane są dla dobra wiernych. Również we wszystkich kościołach podczas niedzielnej mszy św. zbierane są ofiary pieniężne, przeznaczone dla dobra wspólnoty lokalnej, bądź na cele wyznaczone przez władze kościelne (na utrzymanie seminarium, fakultetu teologicznego, na pomoc budującym się kościołom itp.).

## Nazwa
Ta pierwsza część Liturgii eucharystycznej różnie była nazywana. Do wydania nowego Mszału rzymskiego, po Soborze Watykańskim II, przez całe wieki nosiła nazwę "ofiarowanie" (łac. "Offertorium") lub "Liturgia ofertoryjna". Refleksja teologiczna nad mszą św. wykazała nieścisłość tej nazwy, gdyż ofiarowanie może mieć miejsce dopiero wtedy, gdy jest już na ołtarzu do złożenia Ofiara. Ta zaś, czyli Ciało i Krew Jezusa Chrystusa, staje się dopiero obecna mocą słów konsekracji. Stąd też w nowym Mszale rzymskim, dla tej części liturgii użyto nazwy "Przygotowanie darów". Ale i ta nazwa nie jest całkowicie jednoznaczna. Wobec tego współcześni liturgiści proponują nazwę "Liturgia miłości".

## Porządek ofiarowania darów
Na początku Liturgii Eucharystycznej przynosi się do ołtarza dary, które staną się Ciałem i Krwią Chrystusa. Najpierw przygotowuje się ołtarz, który jest centrum całej liturgii eucharystycznej. Kładzie się na nim korporał, mszał i kielich wraz z palką i puryfikaterzem. Następnie przynosi się dary na ofiarę. Chleb i wino składa się na ołtarzu, odmawiając przy tym ustalone modlitwy. Przyjmuje się także pieniądze i inne dary na rzecz ubogich lub na potrzeby Kościoła, przyniesione przez wiernych lub zebrane w kościele. Dary te umieszcza się w odpowiednim miejscu, lecz poza ołtarzem.